# استراتيجية تعليم الأقران
استراتيجية تدريس الأقران هي نظام للتدريس يساعد فيه المتعلمون بعضهم البعض يبنى على أساس أن التعليم موجه ومتمركز حول المتعلم، مع الأخذ في الاعتبار بيئة التعلم الفعالة التي تركز على اندماج الطالب بشكل كامل في عملية التعلم التعاوني، ويعتمد على قيام المتعلمين بتعليم بعضهم بعضا تحت اشراف المعلم.

## خطوات تنفيذها
1. يطرح الطالب الأول سؤالا، والطالب الثاني يفكر ثم يجيب عن السؤال، والطالب الثالث يدون الأفكار وهي عبارة عن تلخيص للسؤال والإجابة.
2. يتم تبادل الأدوار بين التلاميذ الثلاثة، ولا مانع من تبادل الأدوار في كل مرة بنفس السؤال أو كل طالب يطرح سؤالا مختلفا من خلال ما حدد لهم البحث فيه.
3. تتناقش المجموعة الثلاثية مع بعضها حول الأفكار المتكونة ليعدلوا أو يضيفوا ثم تعرض أمام الجميع.
4. دور المعلم الإشراف والتوجيه وتقديم تغذية راجعة للمجموعات.[2][1]